# فيل وليامز (سياسي)
فيل وليامز (بالإنجليزية: Phil Williams)‏ هو أكاديمي وسياسي بريطاني وبريطاني، ولد في 11 يناير 1939 في المملكة المتحدة، وتوفي في 10 يونيو 2003 في نفس البلد. حزبياً، نشط في بلاد كيمري. في انتخابات الجمعية الوطنية الويلزية 1999 ‏، انتخب عضو الجمعية الوطنية الويلزية الأولى عن دائرة جنوب ويلز الشرقية ‏ وقد انضم خلال فترته النيابية ‏ (6 مايو 1999 – 2 أبريل 2003) للكتلة البرلمانية بلاد كيمري.